# Xi Shanbao
Xi Shanbao (chinesisch 西山包 ‚Westhügel‘) ist ein verwitterter Hügel auf King George Island im Archipel der Südlichen Shetlandinseln. Auf der Fildes-Halbinsel ragt er 100 m nordwestlich des Wohnheims der Große-Mauer-Station am Ostufer des Sees Xi Hu auf.
Chinesische Wissenschaftler benannten ihn 1985 und errichteten eine astronomische Beobachtungsstation auf dem Hügel.